# Teucholabis (Teucholabis) platyphallus
Teucholabis (Teucholabis) platyphallus is een tweevleugelige uit de familie steltmuggen (Limoniidae). De soort komt voor in het Neotropisch gebied.